# Старово (община)
Старово (на албански: Komuna Buçimas, старо Starovë или Starova) е бивша община в Албания, окръг Поградец, област Корча. В 2015 година е слята с община Поградец.
Общината обхваща 8 села. Намира се в югоизточната част на страната южно от Охридското езеро, до границата със Северна Македония. Центърът ѝ е в едноименното село Старово с албанско име Бучимас, което на практика е източен квартал на град Поградец. Общината има смесено население от албанци християни и мюсюлмани.